# 民主カレン仏教徒軍
民主カレン仏教徒軍（みんしゅカレンぶっきょうとぐん、ビルマ語: တိုးတက်သော ဗုဒ္ဓဘာသာ ကရင်အမျိုးသား တပ်ဖွဲ့、英語: Democratic Karen Buddhist Army、略称DKBA）は、ミャンマーのカレン族系少数民族武装勢力である。当時ミャンマー最大級の反政府武装勢力であり、キリスト教の影響が強かったカレン民族解放軍（KNLA）から分派した。分派からまもない1994年12月にミャンマー政府と停戦協定を結び、ミャンマー軍のカレン民族同盟（KNU）および同盟勢力に対する攻撃を支援することを条件に軍事・財政的支援を受けた。2010年には国境警備隊として、ミャンマー軍の下部組織となった。

## 歴史

### 創設
カレン民族同盟（KNU）およびその軍事部門であるカレン民族解放軍（KNLA）はキリスト教色の強い組織であり、幹部のほとんどをキリスト教徒が占めていた。一方で、一般兵卒のほとんどは仏教徒であり、彼らは蓄財を続ける専制的な組織幹部に反感を抱くことも少なくなかった。
元DKBA（仏教徒軍）のDKBA（慈善軍）幹部は、以下のように語る。
DKBA創設の直接的契機となったのは、1990年にカレン族僧のウ・トゥザナが、KNUの本部があるマナプロウにほどちかい、Thu Mwe Htaの丘に仏塔を建てようとしたことであった。KNUは仏塔がミャンマー軍の空爆の目標となることを恐れたほか、仏塔の建設事業の背後にミャンマー軍がいるのではないかという考えを持っていた。KNU議長でセブンスデー・アドベンチスト教会信徒のボー・ミャはトゥザナの弟子4人を逮捕し、彼を交渉の場に立たせようとするも決裂し、仏塔建立は中断された。建立に関与した僧侶はThu Mwe Htaから退去し、KNLAのポーターをするように命じられた。また、ある幹部は仏塔の傘（ティ）を撃ち落とすと発言し、キリスト教徒の幹部と仏教徒の将校の間の断絶は強まっていった。
前述のDKBA（慈善軍）幹部は、以下のように語る。
1994年12月には仏教徒の兵士らが離脱し、ウ・ トゥザナの影響のもとで1994年12月には民主カレン仏教徒協会（Democratic Karen Buddhist Organisation、DKBO）が、1995年1月1日にはDKBAの結成が宣言された。同団体は1994年時点ですでにミャンマー軍と同盟を結んでおり、人類学者のミケイル・グラーヴァス（Mikael Gravers）はこれは軍による謀略であったと論じている。

### 創設後の経緯
DKBAはキン・ニュンら軍事政権の支持のもとパアン平原地帯を制圧し、カレン州一帯をミャンマー政府の管轄下に取り戻した。一方で、カレン人権グループによれば、DKBAは実際にはほとんどミャンマー軍傘下の民兵組織として機能することとなった。1996年にははやくもミャンマー軍からの補給が減少し、DKBAの兵士は自給自足生活を余儀なくされるようになった。DKBAの兵士は検問所で民間人から「税」を取りたてるようになり、なかにはタイから輸入した、アンフェタミンや盗難車・バイクの密売に手を染めるものも現れた。カレン族を差別するミャンマー軍のビルマ族将校に指揮されることを嫌い、KNLAから離脱したものの再び組織に戻る者、あるいは帰農する者もいた。
2008年2月14日にはタイのメーソートでKNUのパド・マン・シャ書記長が暗殺される事件が発生した。裏付けはないものの、複数の分析者がこの実行犯がDKBA兵士であると論じている。

### BGFへの再編以後
ミャンマー政府は民政移管に向けて、2008年に新たな憲法を交付した。同憲法では国軍が唯一の武装組織であると定められた。2009年4月以降、ミャンマー政府はこの条項に基づき国内の武装勢力を国軍傘下の国境警備隊（Border Guard Forces、BGF）に改編することを要求し、それまでの停戦協定をすべて破棄した。DKBAは基本的にミャンマー軍門に下ることに諾ったが、ラプエー（Lah Pwe）ことボーナッカンムウェー率いる国境開発旅団はこれを拒否した。キリスト教徒であったラプエーは自らの部隊を「民主カレン仏教徒軍」から「民主カレン慈善軍」に改称した。
2024年には、DKBAを前身とするカレン国境警備隊がミャンマー政府と決別し、カレン民族軍（Karen National Army）に改名されることが発表された。